# Coupe du Kazakhstan de football 2001
Navigation
Édition précédente Édition suivante
La Coupe du Kazakhstan 2001 est la 10e édition de la Coupe du Kazakhstan depuis l'indépendance du pays. Elle prend place du 5 mai au 17 novembre 2001. Les premiers tours de la compétition sont de ce fait disputés parallèlement aux dernières phases de l'édition 2000-2001 qui s'achève à la mi-juin 2001.
Cette édition concerne exclusivement les dix-sept clubs de la première division 2001.
La compétition est remportée par le Kaïrat Almaty qui l'emporte face au Jenis Astana, tenant du titre, à l'issue de la finale et gagne sa quatrième coupe nationale. Ce succès permet au club de se qualifier pour le premier tour de qualification de la Coupe UEFA 2002-2003.

## Premier tour
Ce tour concerne uniquement le FK Atyraou et l'Aktobe-Lento. Le match aller est joué le 5 mai 2001 et le match retour le 13 mai suivant.
| Club            | Score | Club              | Aller | Retour |
| --------------- | ----- | ----------------- | ----- | ------ |
| FK Atyraou (D1) | 1 - 3 | (D1) Aktobe-Lento | 1 - 1 | 0 - 2  |

## Huitièmes de finale
Les matchs aller sont joués le 22 mai 2001 et les matchs retour le 26 mai suivant.
| Club                             | Score   | Club                         | Aller   | Retour  |
| -------------------------------- | ------- | ---------------------------- | ------- | ------- |
| Jenis Astana (D1)                | 2 - 1   | (D1) Chakhtior Karagandy     | 1 - 1   | 1 - 0   |
| Ekibastouzets-NK Ekibastouz (D1) | 1 - 3   | (D1) Iesil Kökşetaw          | 1 - 0   | 0 - 3   |
| Tobol Kostanaï (D1)              | 4 - 3   | (D1) Ielimaï Semeï           | 3 - 0   | 1 - 3   |
| Dostyk Chimkent (D1)             | 4 - 6   | (D1) Iesil-Bogatyr Petropavl | 3 - 0   | 1 - 6   |
| Jetyssou Taldykourgan (D1)       | Forfait | (D1) Irtych Pavlodar         | Forfait | Forfait |
| FK Taraz (D1)                    | 1 - 3   | (D1) Kaïrat Almaty           | 1 - 2   | 0 - 1   |
| Kaysar Kyzylorda (D1)            | 4 - 2   | (D1) Mangystau Aqtaw         | 3 - 0   | 1 - 2   |
| Vostok-Altyn Öskemen (D1)        | 1 - 3   | (D1) FK Atyraou              | 1 - 1   | 0 - 2   |

## Quarts de finale
Les matchs aller sont joués le 27 octobre 2001 et les matchs retour le 1er novembre suivant.
| Club                  | Score | Club                         | Aller | Retour |
| --------------------- | ----- | ---------------------------- | ----- | ------ |
| Jenis Astana (D1)     | 4 - 3 | (D1) Iesil Kökşetaw          | 3 - 1 | 1 - 2  |
| Tobol Kostanaï (D1)   | 5 - 3 | (D1) Iesil-Bogatyr Petropavl | 3 - 1 | 2 - 2  |
| Irtych Pavlodar (D1)  | 1 - 2 | (D1) Kaïrat Almaty           | 0 - 0 | 1 - 2  |
| Kaysar Kyzylorda (D1) | 1 - 5 | (D1) FK Atyraou              | 1 - 1 | 0 - 4  |

## Demi-finales
Les matchs aller sont joués le 6 novembre 2001 et les matchs retour le 11 novembre suivant.
| Club               | Score | Club                | Aller | Retour |
| ------------------ | ----- | ------------------- | ----- | ------ |
| Jenis Astana (D1)  | 4 - 1 | (D1) Tobol Kostanaï | 3 - 1 | 1 - 0  |
| Kaïrat Almaty (D1) | 2 - 0 | (D1) FK Atyraou     | 1 - 0 | 1 - 0  |

## Finale
La finale de cette édition oppose le Kaïrat Almaty au Jenis Astana. Le Kaïrat dispute à cette occasion sa cinquième finale depuis la saison 1992, s'étant imposé systématiquement. Le Jenis atteint quant à lui sa deuxième finale, s'étant imposé lors de l'édition précédente et cherchant ainsi à défendre son titre.
La rencontre est disputée le 17 novembre 2001 au stade central d'Almaty. Le Jenis ouvre dans un premier temps le score à la demi-heure de jeu par l'intermédiaire de Iouri Aksenov (en). Le Kaïrat finit par réagir et obtient un penalty juste avant la mi-temps, transformé dans la foulée par Ali Aliev (en) qui remet les deux équipes à égalité à la pause. Le match tourne par la suite en faveur du Kaïrat, qui prend l'avantage à la 52e minute sur un but d'Alibek Buleshev (en) avant que Rejepmyrat Agabaýew ne parachève la victoire des siens à un quart d'heure de la fin, permettant aux Almatois de remporter leur quatrième coupe nationale.
| Entraîneur :    |
| Zlatko Krmpotić |

| Entraîneur :           |
| Vladimir Dergatch (en) |

| Entraîneur :    |
| Zlatko Krmpotić |

| Entraîneur :           |
| Vladimir Dergatch (en) |